# Родригес Торисес, Мануэль
Мануэль Хуан Робустьяно де лос Долорес Родригес Торисес и Кирос (исп. Manuel Juan Robustiano de los Dolores Rodríguez Torices y Quiroz, также известный как Мануэль Родригес Торисес (исп. Manuel Rodríguez Torices), 24 мая 1788, Картахена — 5 октября 1816, Богота) — президент Соединённых Провинций Новой Гранады с 28 июля по 15 ноября 1815 года.
Мануэль Родригес Торисес родился в 1788 году в Картахена-де-Индиас, его родителями были дон Матиас Родригес Торисес из Бургоса и донья Мария Тринидад Кирос-и-Наварро де Асеведо из Санта-Фе-де-Боготы. Он учился в начальной школе в Картахене, а затем окончил Университет Нуэстра-Сеньора-дель-Розарио в Санта-Фе-де-Богота по специальности «право».
Благодаря завязавшимся связям в обществе Мануэль Родригес Торисес увлёкся журналистикой, и в 1890-х годах был вместе с Франсиско Хосе де Калдасом соиздателем газеты «Seminario de la Nueva Granada».
10 мая 1810 года аюнтамьенто Картахены-де-Индиас сформировал Хунту, которая признала смещённого Наполеоном короля Фердинанда VII, но отказалась признавать власть Центральной Правящей Хунты и представлявшего её вице-короля Новой Гранады. С 10 сентября 1810 года Мануэль Родригес Торисес и Хосе Фернандес Мадрид начали по заданию Хунты издавать газету «Argos Americano», пропагандирующую новые революционные идеи.
11 ноября 1811 года Хунта Картахены провозгласила полную независимость от Испании. 1 апреля 1812 года Мануэль Родригес Торисес стал президент-губернатором Картахены-де-Индиас, получив после отставки Хосе Марии дель Реа диктаторские полномочия.
Одной из первых задач нового президента стало установление контроля над оплотом роялистов Санта-Марта. В связи с отсутствием собственных военных сил им были наняты француз Пьер Лабатю и испанец Мануэль Кортес Кампоманес. В начале 1814 года Лабатю взял Санта-Марту, но вскоре город вернулся в руки роялистов.
Другой важной задачей президента, обладающего властью над столь стратегически расположенным местом, стало создание военно-морского флота. Наём корсаров и создание условий для базирования пиратов позволило наносить потери испанскому флоту, а привлечение иммигрантов позволило увеличить численность населения. Много иммигрантов прибывало из Венесуэлы; в частности, оттуда прибыл Симон Боливар, которому было поручено командование армией Картахены.
15 октября 1814 года в Соединённых Провинциях Новой Гранады был создан орган исполнительной власти — Триумвират, одним из членов которого был избран Мануэль Родригес Торисес; так как он сам в это время находился в Картахене, то временно вместо него в Триумвират был введён один из членов Конгресса Соединённых Провинций. Мануэль Родригес Торисес ушёл в отставку с поста президента Картахены и отбыл с дипломатической миссией на Ямайку, а по возвращении занял 28 июля 1815 года своё место в Триумвирате.
14 октября властями был схвачен роялист Корнелио Родригес, планировавший государственный переворот. На допросах он заявил, что идею переворота поддерживали члены Конгресса, и среди названных им имён был и Мануэль Родригес Торисес. Для очищения своей репутацию в суде Мануэль решил уйти с поста члена триумвирата, чтобы Конгресс мог провести расследование, но на следующий день обвинения были сняты Конгрессом, посчитавший невозможным, чтобы такой патриот и создатель независимой Картахены вдруг в короткий срок стал сторонником роялистов.
15 ноября Конгресс вновь изменил систему исполнительной власти в стране, заменив Триумвират на посты президента и вице-президента. Президентом страны стал Камило Торрес Тенорио, а Мануэль Родригес Торисес занял пост вице-президента.
В 1816 году в Соединённые Провинции Новой Гранады вторглись испанские войска. Конгресс был распущен, а 14 марта 1816 года президент Камило Торрес Тенорио подал в отставку. Высшие политические фигуры, включая Мануэля Родригеса Торисеса, отправились из Боготы в Буэнавентуру, чтобы оттуда отплыть в Буэнос Айрес, но корабль, на который они направлялись, не прибыл, и им пришлось вернуться в Попаян, где они были схвачены испанцами.
4 октября военный трибунал приговорил бывших руководителей Соединённых Провинций Новой Гранады к смерти, и на следующий день они были повешены на главной площади Боготы, а их имущество — конфисковано. После того, как они умерли, тела бывшего президента и вице-президента были сняты, и прострелены в голову и грудь каждый, а затем обезглавлены и четвертованы. Голова Мануэля Родригеса Торисеса была помещена в металлическую клетку и выставлена на 10-метровом шесте за пределами города для устрашения прочих повстанцев; её разрешили забрать и захоронить лишь 14 октября, в честь Дня рождения короля.